# Объединённая гимназия Йоэнсуу
Объединённая гимназия города Йоэнсуу (фин. Joensuun yhteiskoulun lukio) — учебное заведение второй ступени среднего образования в городе Йоэнсуу (Финляндия) с программами углублённого изучения музыки, театра, изобразительного искусства и спорта. Открыта в 1907 году. В гимназии, второй по величине в Восточной Финляндии, обучается около 700 человек. Директор школы — Эса Рятю (2023).

## Здание гимназии
Первое здание гимназии, спроектированное первой женщиной-архитектором Финляндии Виви Лённ, было построено В 1912 году на улице Папинкату в южной части центра Йоэнсуу. В 2014–2015 годах, в связи с объединением нескольких гимназий Йоэнсуу к историческому зданию была присоединена масштабная пристройка. Новые помещения и устройства обошлись городу примерно в 12 миллионов евро. В здании лицея также расположено Народное училище города Йоэнсуу (фин. Joensuun seudun kansalaisopisto).

## История
14 сентября 1906 года в городском совете Йоэнсуу состоялось собрание по вопросу о создании частной школы совместного обучения. Будущий объединённый лицей начал свою деятельность осенью 1907 г. Школа тогда располагалась в доме колбасника Пииспанена на углу улиц Сувантокату и Коулукату, а затем в здании Канаватало на месте нынешней городской ратуши. В 1912 году по проекту Виви Лённ было построено само здание школы  на углу улиц Коулукату и Папинкату, однако в 1988 году школа была перенесена в район Ранткюля, на улицу Паталуодонкату. В 2013 году правительство города Йоэнсуу приняло решение об объединении гимназии Нииниваары и гимназии в Рантакюля. В этом же году объединённая гимназия вернулась на свое старое место в центре города, для чего в 2014–2015 годах комплекс школьных зданий был дополнен стилистически контрастирующей пристройкой к старому зданию. Новая часть здания была спроектирована Паси Сиистоненом. В 1974 году, когда все школы уже перешли под управление города, школа стала называться гимназия Лоухелы. Название было изменено на нынешнее (фин. Joensuun yhteiskoulun lukio) только в начале 1981–82 учебного года. В сентябре 2007 года гимназия отмечала столетний юбилей. Праздник включал в себя дневное мероприятие, праздничную церковную службу, вечер с развлекательно программой и день открытых дверей. На празднике была анонсирована 320-страничная юбилейная книга «Сто лет — и не зря!», написанная учениками лицея. Также была организована совместная выставка гимназии и музея Северной Карелии.

## Спортивная линия
Учащиеся спортивной линии  (фин. urheilulinja) должны пройти не менее половины обязательных курсов по каждому общеобразовательному предмету. Благодаря этому у учеников есть время сосредоточиться на спортивной карьере. Также спортсменам нужно набрать определенное количество баллов за различные спортивные курсы. Гимназия участвует в деятельности городской спортивной академии (фин. Joensuun urheiluakatemia) города Йоэнсуу. Те, кто проходит отбор на спортивную линию гимназии, получает место в команде спортивной академии. 

## Линия музыки, живописи и театра
В гимназии также есть специальности творческих направлений, где учащиеся могут выбрать музыку (фин. musiikkilinja), изобразительное искусство или актерское мастерство (фин. ilmaisulinja) в качестве основного предмета. По основному предмету должно быть пройдено не менее восьми курсов. Ежегодный набор на эту линию около 30 студентов. Каждый год в ноябре в гимназии устраивается концерт, где ученики выступают соло или в составе ансамбля. В конце декабря в гимназии также проходит гала-концерт. В начале обычно выступают ученики с линии музыки и драмы, а потом для учеников устраивается дискотека и предлагаются праздничные угощения. В последний учебный день перед рождественскими каникулами гимназисты ходят в собор слушать рождественские песнопения, а ученики музыкальной линии и также школьный хор выступают на клиросе. 

## Рейтинги
В 2023 году проходной балл в Объединённую гимназию на творческие специальности составлял 11,7, на спортивную линию – 15,31, на общую – 8,17. Средний балл при выпуске из гимназии составлял 4,3 (2018). 

## Другая информация
- Гимназисты: около 700
- Преподаватели: 56
- Учебные помещения: 210, из них общего профиля — 144, для творческих специальностей – 26, для спортивной линии – 40.
- Другое: 26 аудиторий, места для групповой работы, самый большой диван в Йоэнсуу, два спортивных зала, столовая, танцзал, сцена «Масууни», тренажерный зал, классы для самостоятельного обучения, фонтан, киоск, открытая терраса.

## Известные выпускники
- Арми Ратиа, основательница дизайнерской финской компании «Маримекко»
- Исмо Аланко, музыкант
- Илкка Аланко, музыкант
- Маркус Кайо, журналист, писатель
- Юкка Кескисало, бегун
- Тапани Киннунен, поэт, писатель
- Маркус Кокконен, певец
- Майа Лазарофф (Ковалайнен), спортсменка
- Памела Тола, актриса
- Ристо Пакаринен, писатель
- Анна-Майа Райттила, писательница
- Сядэ Тахванайнен, политик